# Moulins à vent d'Oia
Pour les articles homonymes, voir Moulin à vent et Oia.
Les moulins à vent d'Oia sont une série de 8 anciens moulins à vent traditionnels, du village d'Oia de l’île de Santorin dans l'archipel des Cyclades en Grèce. Ils sont quelques-uns des monuments emblématiques et pittoresques de l'île et des Cyclades. 

## Histoire
Ces anciens moulins à vent sont dispersés dans le village d'Oia, construit à flanc du sommet d'une falaise historiquement venteuse d'environ 150 m de haut, de la caldeira de Santorin, avec une vue panoramique sur la mer Égée. 

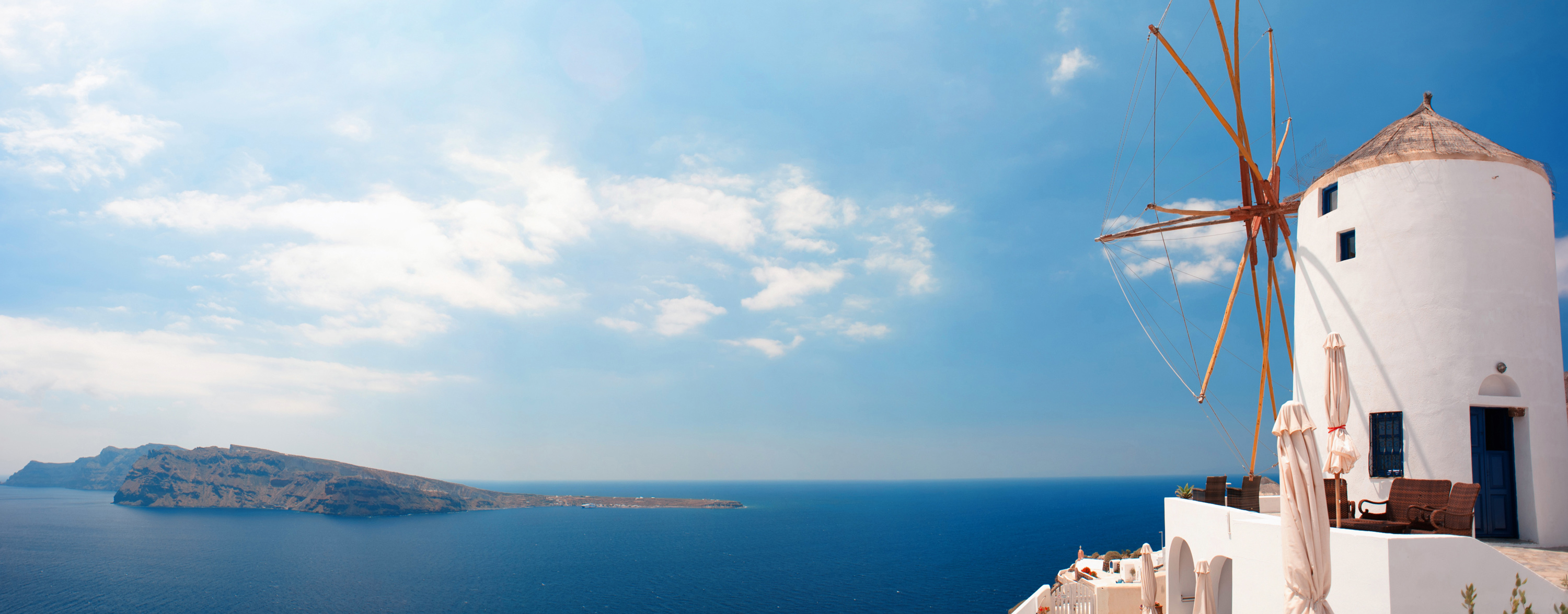

Leur architecture cycladique est typique, avec des murs blanchis à la chaux, des toits de chaume, et des ailes latines en bois toutes dépourvues avec le temps de leurs voiles d'origines.  

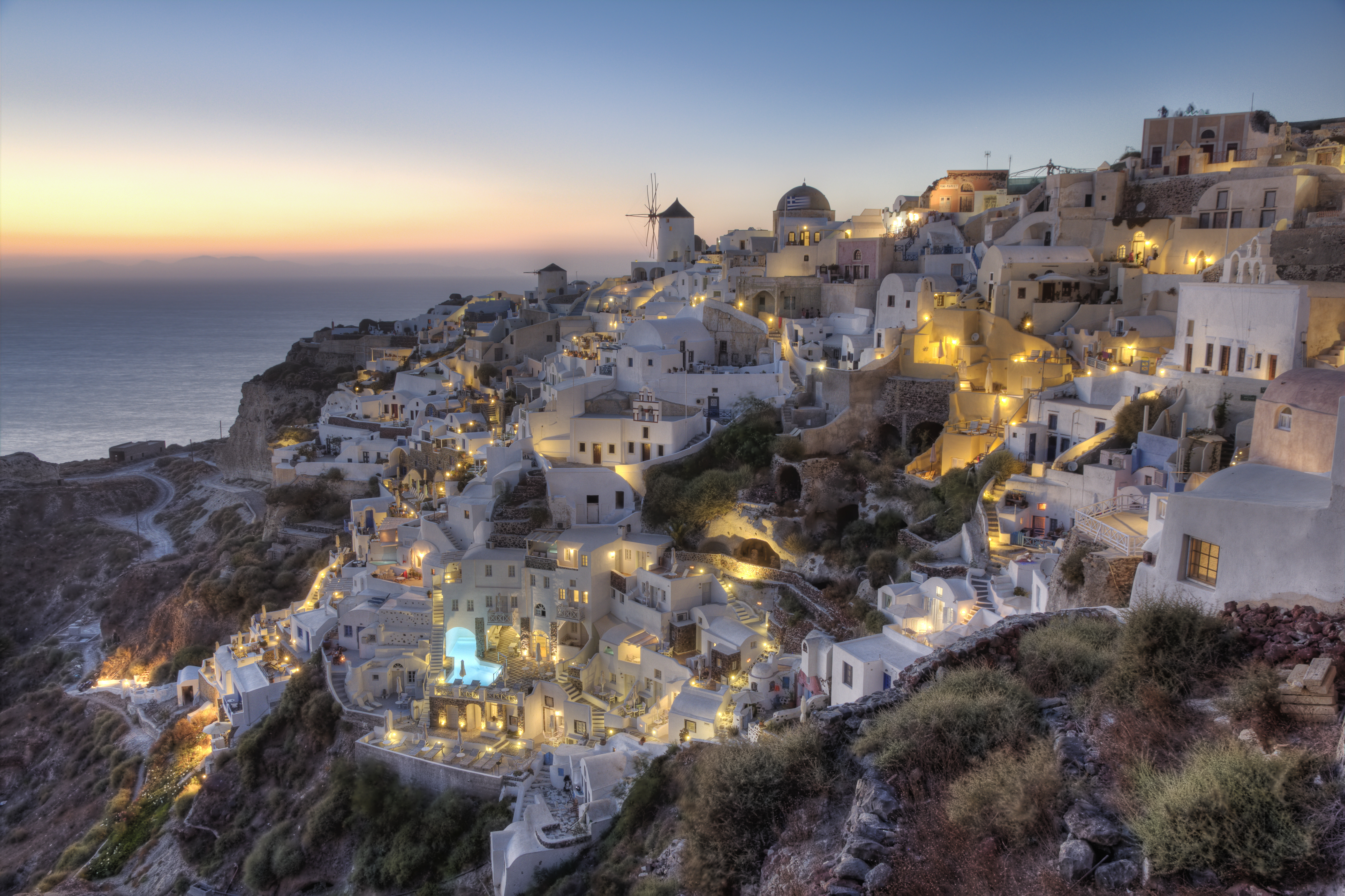
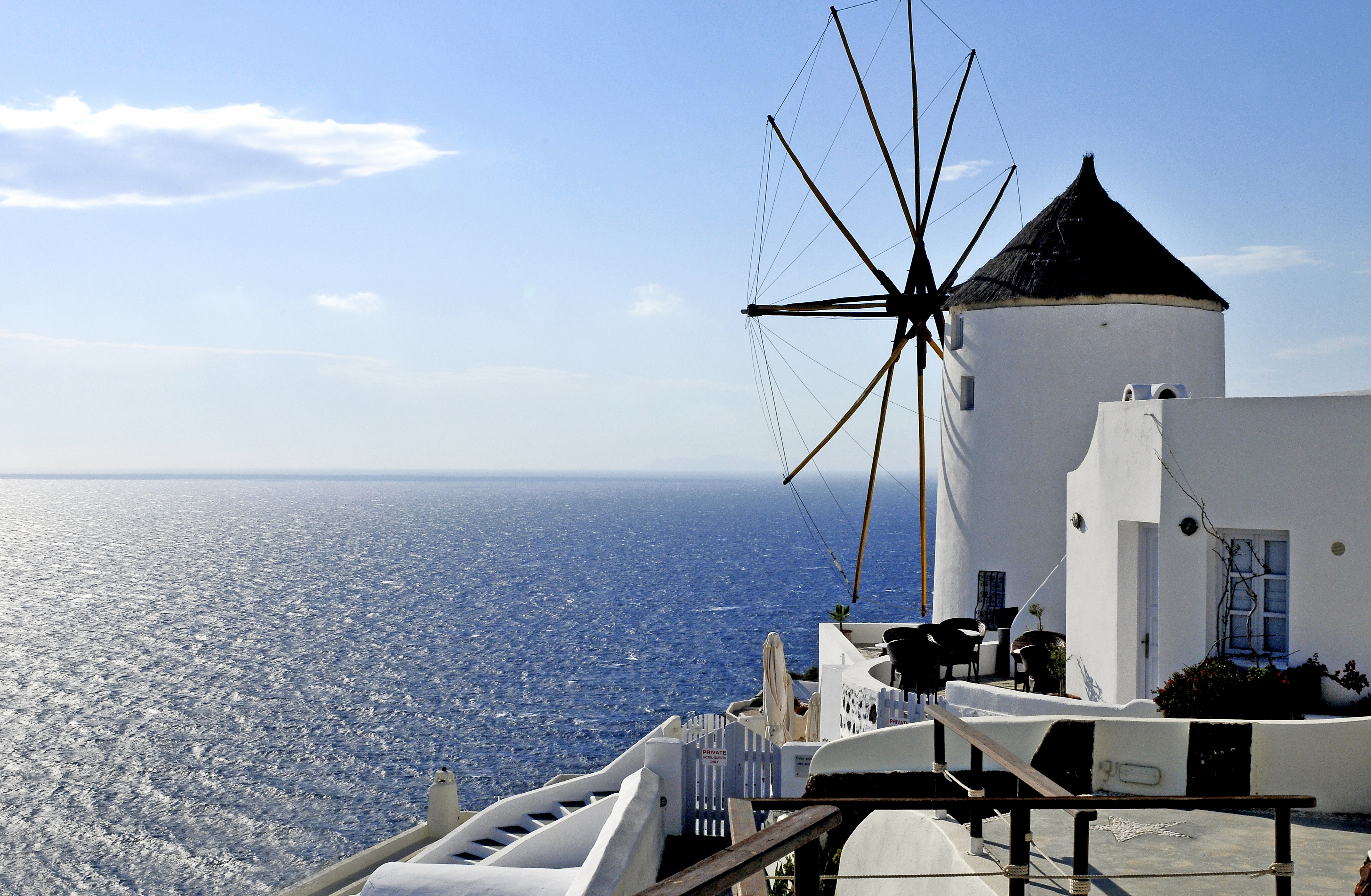

Les habitants les utilisaient autrefois pour produire de la farine, de l'huile d'olive, ou du vin de Santorin,. 

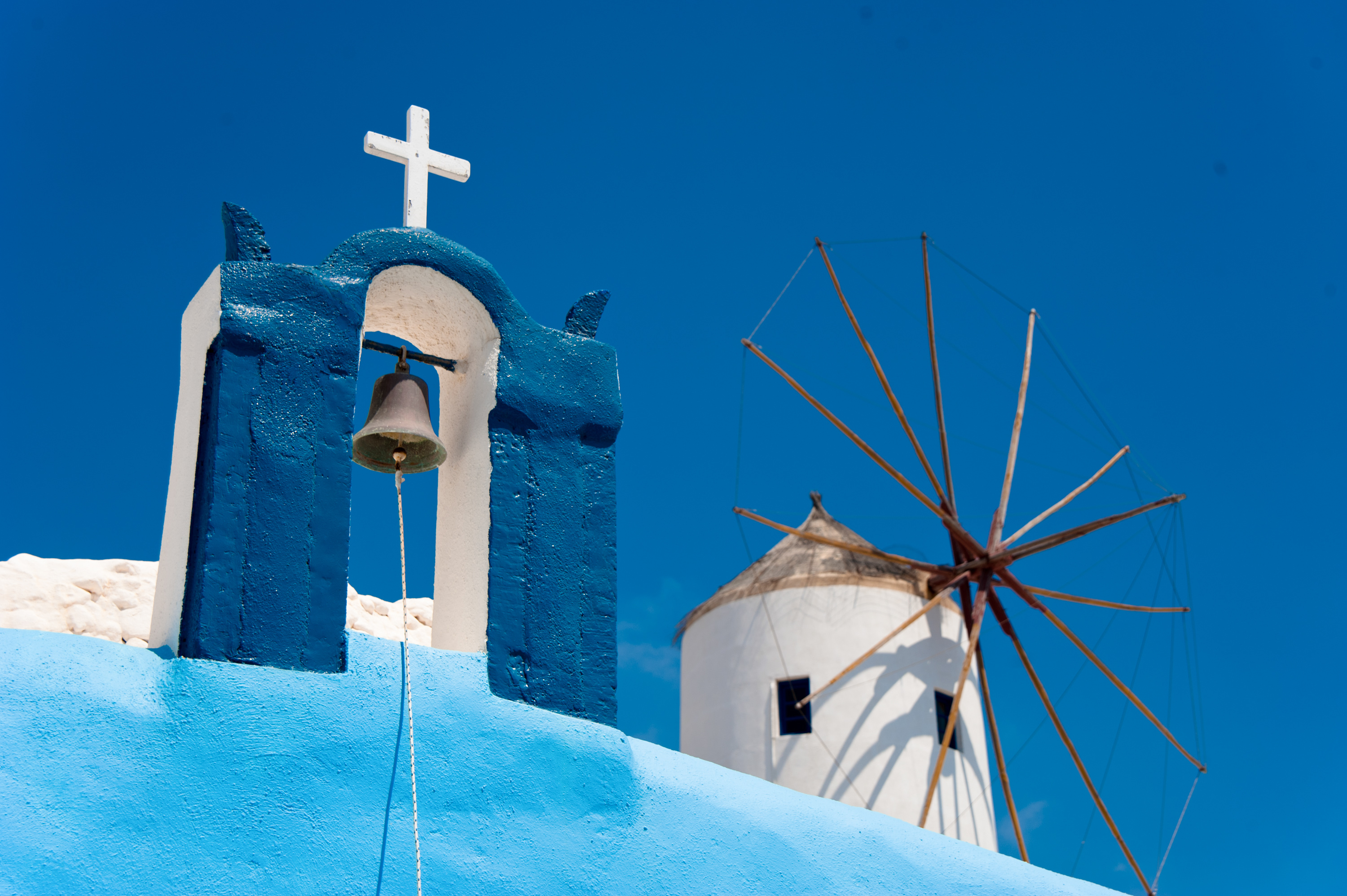
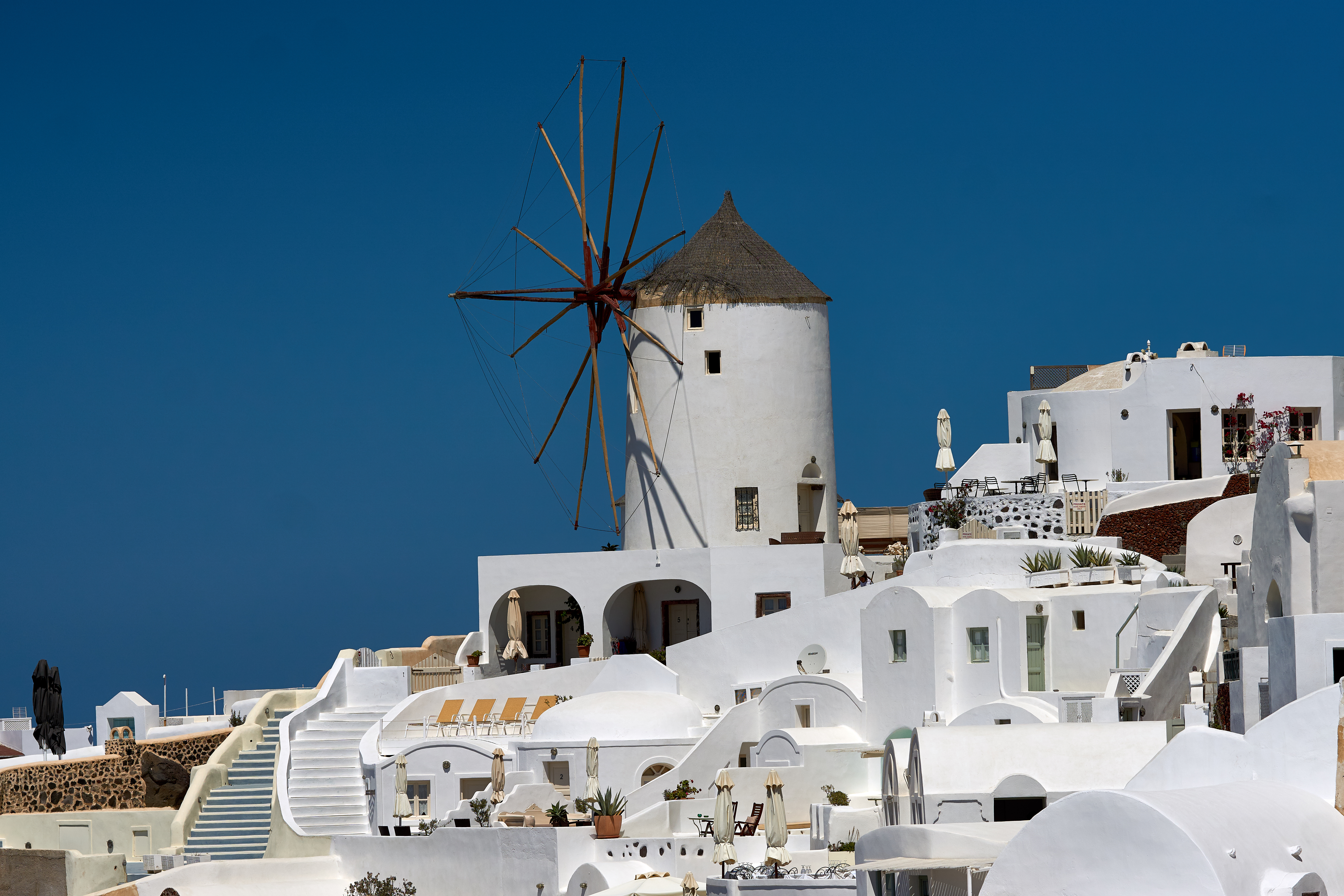

La plupart sont à ce jour privés et réaménagés pour la location touristique originale et pittoresque,. 